# Marek Kalbus

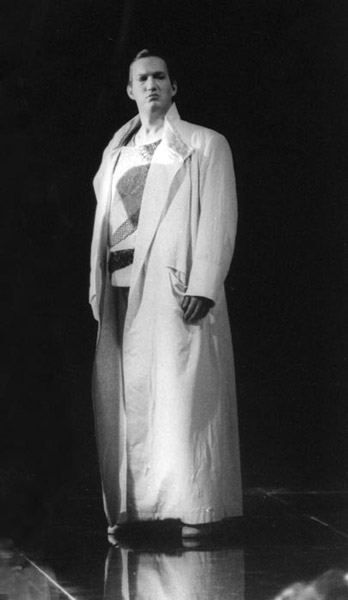
Marek Kalbus, PARSFAL, Teatro Carlo Felice Genova.

Marek Kalbus (*Alemania, Königswusterhausen, 14 de enero de 1969) es cantante de ópera y de concierto. Es bajo alto con la voz de un típico basso cantante y canta papeles de bajo tal como de barítono bajo.

## Estudios
Marek Kalbus estudió en la Escuela Superior de la Música “Hanns Eisler” en Berlín. Sus maestros fueron Roman Trekel y la famosa cantante soprano italiana Celestina Casapietra.

## Carrera
En 2000 Marek Kalbus fue premiado en el Concurso Internacional Hans Gabor Belvedere en Viena. Luego empezó su carrera internacional actuando en Alemania, Italia, Dinamarca, Bélgica, Holanda, República Checa y Polonia. Últimamente se le podía escuchar cantando en varias óperas y salas de concierto importantes en el mundo por ejemplo en el Teatro Massimo (Palermo), el Teatro Carlo Felice (Génova), el Teatro dal Verme (Milán), el Teatro Lirico di Cagliari, la Òpera de Bonn, el Teatro Municipal de Santiago de Chile, la sala de conciertos y la Berliner Philharmonie, el Centro musical De Singel (Amberes), la Beethovenhalle de Bonn, el Festival Internacional Al Bustan en Beirut y la sala de conciertos de la Orquesta Filarmónica Checa.

## Discografía
- Hamlet/Borís Godunov (Prokófiev), primera grabación mundial, Rundfunk-Sinfonieorchester Berlin, Michail Jurowski CAPRICCIO 67058
- Eugenio Oneguin (protagonista), (Prokófiev), primera grabación mundial, Rundfunk-Sinfonieorchester Berlin, Michail Jurowski CAPRICCIO 67149-50
- Der Schmied von Marienburg (El herrero de Marienburg),(Siegfried Wagner), primera grabación mundial, Baltic Philharmonic Orchestra, Frank Strobel NAXOS Marco Polo 8225346-48
- Die Zauberflöte (La flauta mágica), (Wolfgang Amadeus Mozart), Würzburger Kammerorchester, Wolfgang Kurz, METRONIC

## Repertorio
Los siguientes papeles forman parte de su repertorio: 
- Don Giovanni (Don Giovanni)
- Sarastro y el orador (Die Zauberflöte)
- Fígaro y el Conde Almaviva (Le nozze di Figaro)
- Colline (La Bohème)
- Alidoro (La Cenerentola)
- Don Alfonso y Guglielmo (Così fan tutte)
- Mefisto (Fausto)
- Scarpia (Tosca)